# The Loneliest
"The Loneliest" é uma canção da banda de rock italiana Måneskin. É a décima sétima faixa e terceiro single do álbum Rush! (2023), sendo lançado em 7 de outubro de 2022.

## Recepção musical
O crítico italiano Mattia Marzi do Rockol escreveu que "The Loneliest" soa um "hiperclássico, como uma balada de outro tempo em termos de som e estrutura narrativa, encontrando a letra de uma simplicidade desarmante"; Marzi encerrou a crítica comparando a música com o single "Supermodel" (2022), afirmando que "em comparação com o som californiano e o groove do rock moderno de 'Supermodel', aqui Måneskin traz à tona as atmosferas arejadas e orquestrais de baladas como 'Torna a Casa'; [...] peças principais de sua jornada italiana."
Gianni Poglio do Panorama, descreveu os pontos fortes da música, com a performance, produção e musicalidade "focadas e eficazes", enquanto que o solo de guitarra é definido como "original e melodicamente perfeito". Gabriele Scorsonelli do Il Fatto Quotidiano, associou a música a "November Rain" (1991) do Guns N' Roses — embora tenha notado que o "solo de guitarra de Thomas não pretende tornar-se comparativo a qualquer outra canção", considerando-o um gesto de "admiração pela história da banda".

## Paradas musicais
| País/Parada (2022–23)                         | Melhor posição |
| --------------------------------------------- | -------------- |
| Áustria (Ö3 Austria Top 75)                   | 24             |
| Bélgica (Ultratop 50 de Flandres)             | 12             |
| Bélgica (Ultratop 50 da Valônia)              | 1              |
| Croácia (HRT)                                 | 7              |
| República Checa (Rádio Top 100)               | 8              |
| República Checa (Singles Digitál Top 100)     | 22             |
| Finlândia (Radiosoittolista Airplay)          | 40             |
| França (SNEP)                                 | 11             |
| Alemanha (Offizielle Deutsche Charts)         | 82             |
| Mundo (Global 200)                            | 75             |
| Grécia (IFPI)                                 | 7              |
| Hungria (Single Top 40)                       | 28             |
| Hungria (Stream Top 40)                       | 34             |
| Irlanda (IRMA)                                | 88             |
| Israel (Media Forest)                         | 8              |
| Itália (FIMI)                                 | 1              |
| Japão (Billboard Japan)                       | 4              |
| Letônia (EHR)                                 | 23             |
| Lituânia (AGATA)                              | 2              |
| Luxemburgo (Billboard)                        | 18             |
| Países Baixos (Dutch Top 40)                  | 6              |
| Países Baixos (Single Top 100)                | 30             |
| Nova Zelândia (Recorded Music NZ)             | 38             |
| Noruega (VG-lista)                            | 37             |
| Polônia (Polish Airplay Top 100)              | 7              |
| Polônia (Polish Streaming Top 100)            | 81             |
| Portugal (AFP)                                | 44             |
| Eslováquia (Singles Digitál Top 100)          | 22             |
| Suécia (Sverigetopplistan)                    | 48             |
| Suíça (Schweizer Hitparade)                   | 13             |
| Reino Unido (Singles Downloads Chart)         | 40             |
| Reino Unido (UK Singles Sales Chart)          | 41             |
| Estados Unidos (Hot Rock & Alternative Songs) | 33             |